# 동공

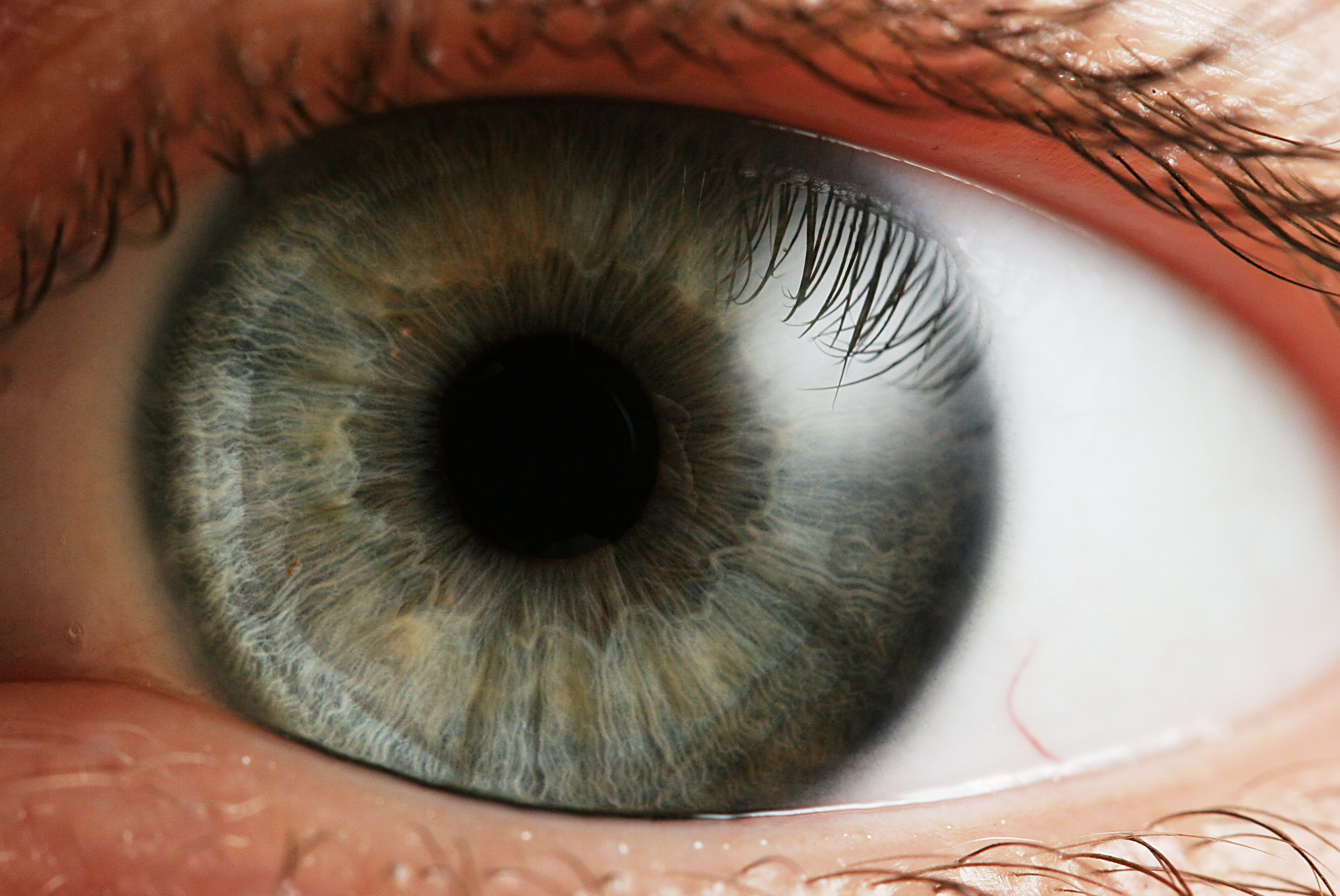
동공

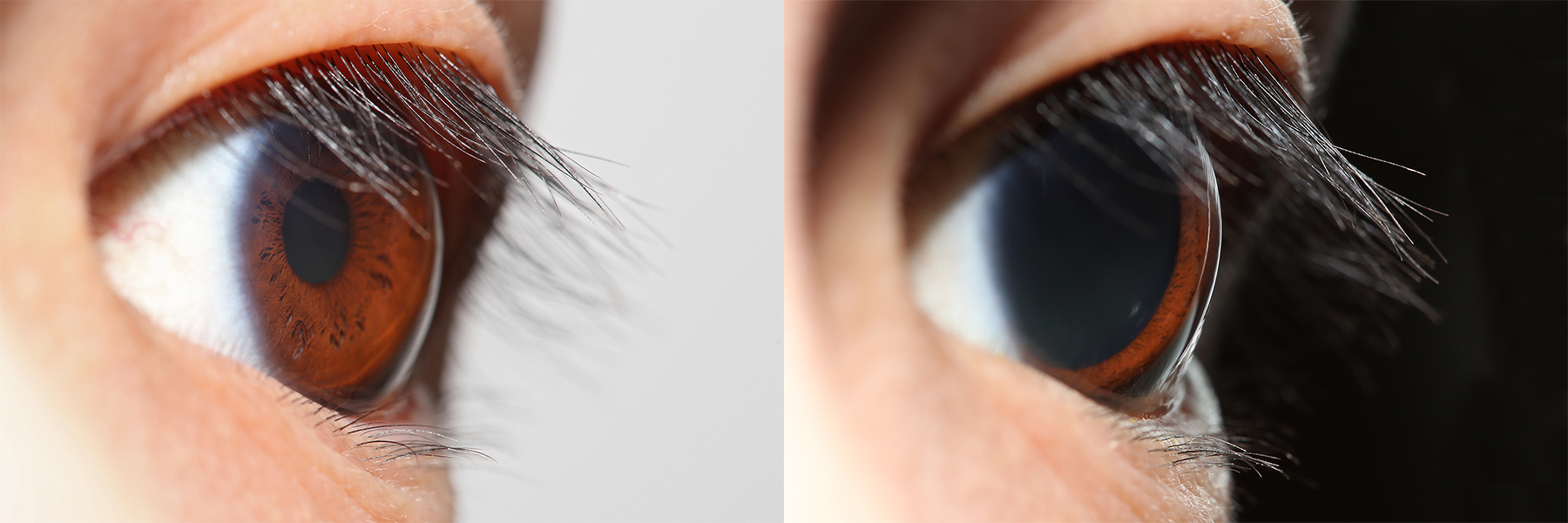
다양한 요인으로 인해 동공이 수축 및 확장된다.

동공(瞳孔, 영어: pupil)은 안구 한가운데 있으며, 홍채에 둘러싸인 조그맣고 검게 보이는 부분이다. 즉, 빛이 각막에 부딪히게 할 수 있도록 하는, 눈의 홍채의 중심부에 위치한 검은 구멍이다. 빛이 조절되어 들어가는 입구이며, 사람의 신체 기관 중 멜라닌 성분이 가장 많은 곳이기도 하다.
한국어에서 눈동자(-瞳子)는 동공만을 가리키기도 하고, 홍채를 포함한 검은자위 전체를 가리키기도 한다.

## 같이 보기
- 시력 검사
- 눈맞춤
- 호너 증후군
- 산동 (의학)
- 흰자위